# Bergen op Zoom
Bergen op Zoom egy holland város és alapfokú közigazgatási egység, azaz község Észak-Brabant tartományban, a Zoom patak partján. A város két legnagyobb munkaadója a SABIC és a Philip Morris International. Lakosainak száma 66 445 fő (2014. január 1.).

## Története
A várost 880-ban vikingek hódították meg, a 15. században kereskedővárosként virágzott. 1795–1814 között francia kézen volt.

## Népesség
| 2010 | 65 908 |
| 2014 | 66 445 |